# Arenobius manegitus
Arenobius manegitus är en mångfotingart som först beskrevs av Chamberlin 1911.  Arenobius manegitus ingår i släktet Arenobius och familjen stenkrypare. Inga underarter finns listade i Catalogue of Life.